# Улица Суур-Карья
Улица Су́ур-Ка́рья (эст. Suur-Karja tänav; нем. Große Karristraße — Большая Скотопрогонная улица) — улица в историческом районе Старый город Таллина, Эстония. 

## География
Находится в микрорайоне Ваналинн городского района Кесклинн. Ведёт от площади Вана-Тург через площадь Карьяварава к Пярнускому шоссе. Протяжённость улицы — 403 метра.

## История
Прежнее название улицы — Михайловская (нем. Michaelis-Straße) и Большая Михайловская (в день Св. Михаила в 1710 году перед русскими войсками капитулировал шведский гарнизон города).
Современное название связано с тем, что по улице городские жители прогоняли домашний скот на пастбища за городскими стенами через ворота, которые также носили название Скотопрогонных (Карья-вярав, разрушены в 1849 году).
После кончины выдающегося певца Георга Отса (1975) часть улицы (от Пярнуского шоссе) была переименована в улицу Георга Отса.

## Застройка

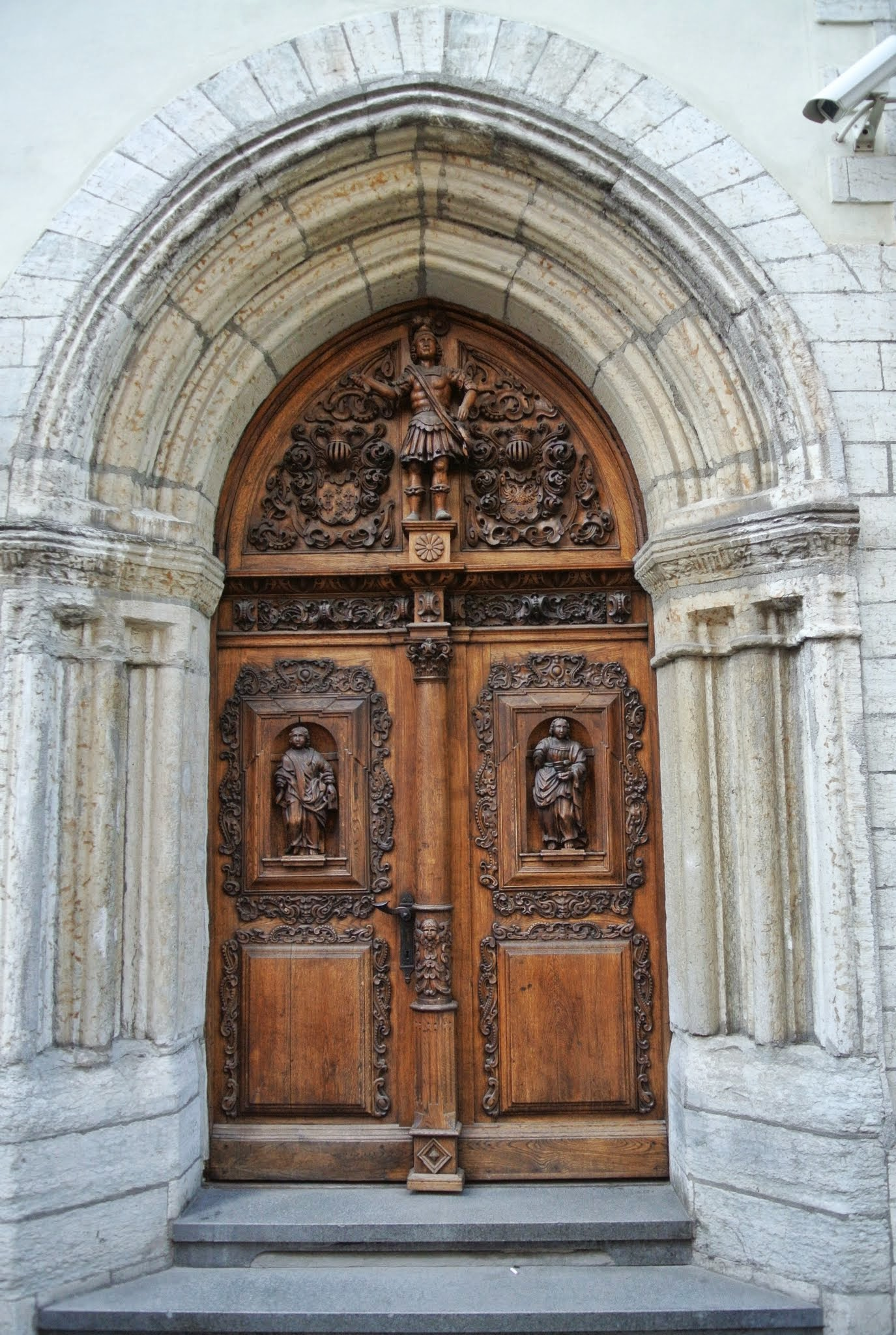
Портал дома № 1

- Дом 1 — (бывший банк Шееля, 1904, архитектор Вильгельм Нейман)[5], ныне — посольство Польши. При перестройке в XX веке на фасад дома был перенесён средневековый портал с фасада дома на площади Вана-Тург[6][7].
- Дом 2 — дом XIII века, первый известный владелец Тидерикус Ланге (1360). Здание было полностью отреставрировано и победило в конкурсе на звание лучший отремонтированный дом в Старом Таллине в 2008 году.
- Дом 5 — дом XVIII века, перестроен в 1876 году по проекту архитектора Кристофа Габлера.